# Sergey Shilov
Serguéi Vladímirovich Shílov –em russo, Сергей Владимирович Шилов– (Novy, 6 de fevereiro de 1988) é um desportista russo que compete em ciclismo nas modalidades de estrada e pista.
Ganhou uma medalha de bronze no Campeonato Europeu de Ciclismo em Pista de 2017, na prova de perseguição por equipas.
A 3 de abril de 2016 deu positivo por Meldonium. Ainda que deixou-se-lhe competir, como a UCI acabava de incluir este produto como substância dopante, se lhe retiraram alguns resultados como o segundo posto da Volta à La Rioja.

## Medalheiro internacional
| Campeonato Europeu | Campeonato Europeu | Campeonato Europeu | Campeonato Europeu      |
| Ano                | Lugar              | Medalha            | Competição              |
| ------------------ | ------------------ | ------------------ | ----------------------- |
| 2017               | Berlim ( Alemanha) | Medalha de bronze  | Perseguição por equipas |

## Palmarés
2010 (como amador)
- Volta ao Bidasoa, mais 1 etapa
- 1 etapa da Volta a Tarragona

2011 (como amador)
- 1 etapa da Volta a Navarra

2012
- 1 etapa da Volta ao Alentejo

2013
- 1 etapa da Volta a Leão

2014
- 1 etapa da Volta a Portugal

2015
- 1 etapa da Volta a Castela e Leão
- 2 etapas do Troféu Joaquim Agostinho

2017
- 3º no Campeonato da Rússia em Estrada
- Troféu Matteotti
- Clássica de Ordizia